# Церова (округ Сениця)
Церова (словац. Cerová) — село, громада округу Сениця, Трнавський край. Кадастрова площа громади — 21.88 км².
Населення 1125 осіб (станом на 31 грудня 2020 року).

## Історія
Церова згадується 1696 року.

## Населення
| Рік:            | 1994. | 2004.   | 2014.   | 2024.   |
| --------------- | ----- | ------- | ------- | ------- |
| Кількість осіб: | 1388  | 1265    | 1182    | 1095    |
| Різниця:        |       | -8,86 % | -6,56 % | -7,36 % |

| Рік:            | 2023. | 2024.   |
| --------------- | ----- | ------- |
| Кількість осіб: | 1092  | 1095    |
| Різниця:        |       | +0,27 % |